# Ruger SR-556
Il Ruger SR-556 è una carabina semi-automatica fabbricata negli Stati Uniti d'America dalla Sturm, Ruger & Co. nel 2009, avente una canna da 409 millimetri.

## Descrizione
Il fucile è dotato di un meccanismo a pistone, opposto a quello dell'AR-15; il flusso del gas è controllato da un regolatore a quattro posizioni che permette di modificare la quantità di gas utile al riarmo. Nell'agosto 2010, la Ruger ha annunciato che il fucile sarà offerto, oltre che camerato per le munizioni 5,56 × 45 mm NATO, anche per le 6,8 mm Remington SPC. Inoltre il fucile include una serie di pezzi di altri produttori, come la Troy Industries e la Samson, quest'ultima importante per il contributo per l'impiego dei mirini olografici.

## Varianti
Il 29 Settembre 2014 la Ruger ha annunciato una variante del Ruger SR-556: l'AR-556. Altre varianti sono:
AR-15s

SR-556E

SR-556FB, modello standard

SR-556SC

SR-556C, carabina

SR-556CLA, carabina

SR-556E

SR-556ESC

SR-556VT

## Critiche
L'introduzione da parte della Ruger del SR-556 è stata accolta con qualche critica per il suo alto prezzo ($ 2.049) e per il suo peso consistente. La Ruger ha affrontato questi "difetti" introducendo dei fucile più leggeri e meno costosi, come il SR-556E.

## Curiosità
Il fucile semi-automatico Ruger SR-556 è apparso in più puntate della serie televisiva del 2013 Corpi Speciali Ultima Sfida (in inglese, Ultimate Soldier Challenge) in onda su History condotto da Richard Machowicz, un ex-Navy SEAL.

## Galleria d'immagini

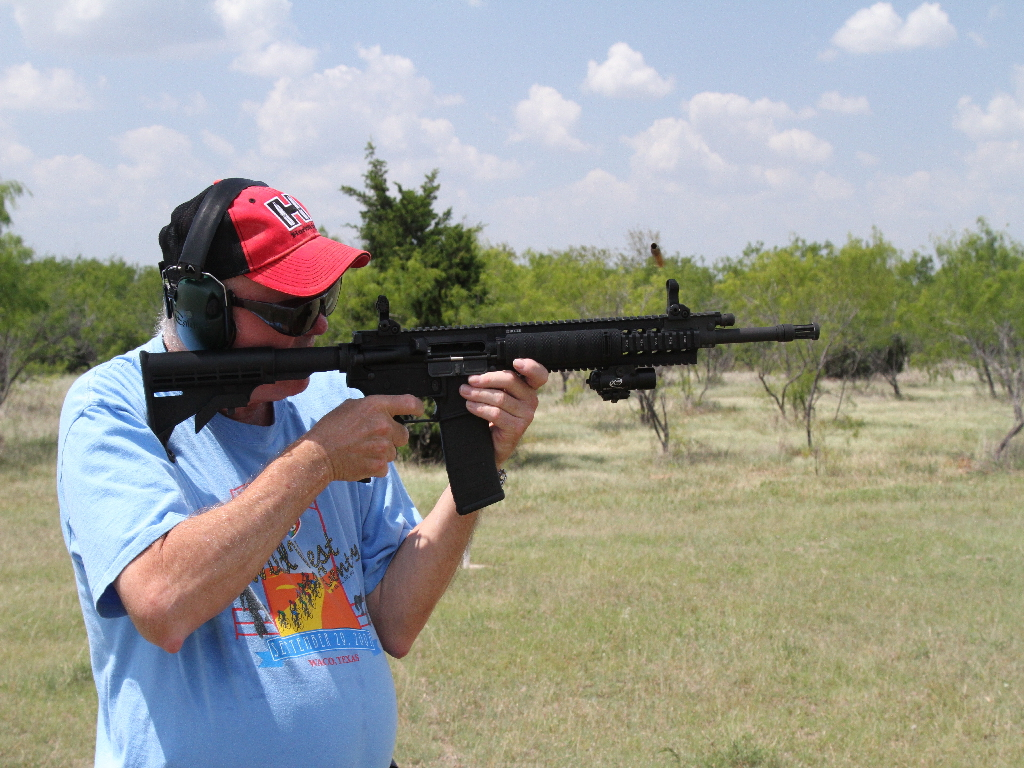
Un uomo spara con il Ruger SR-556
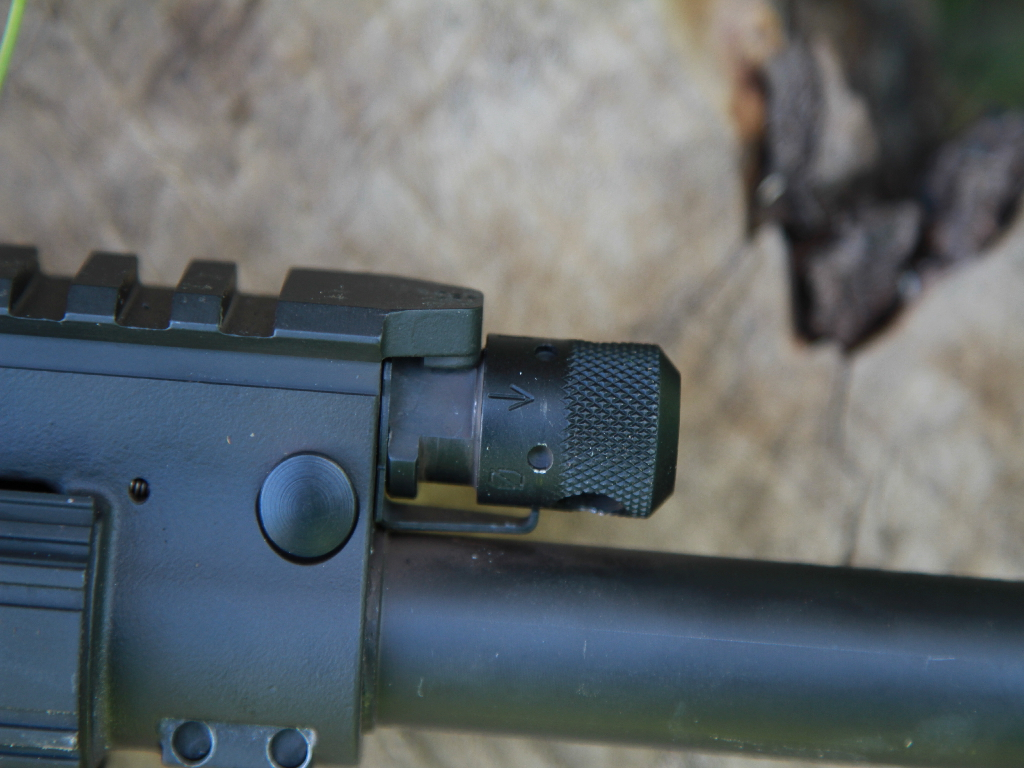
Chiave di gas regolabile sul Ruger SR-556
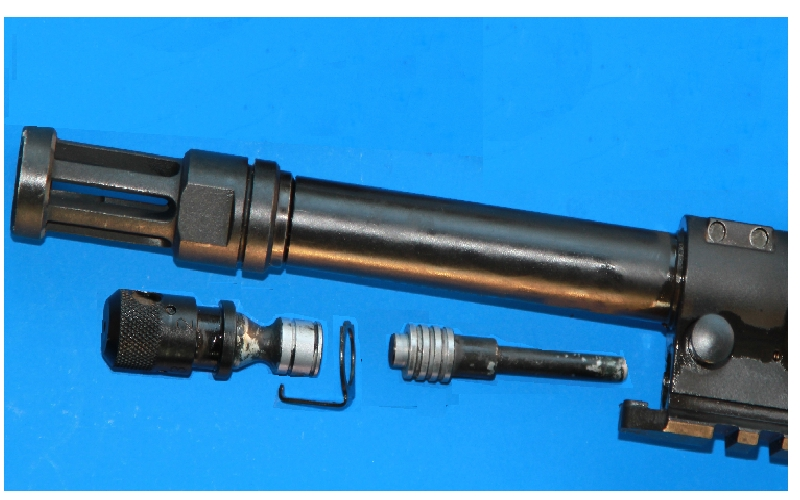
Elementi del sistema a gas del Ruger SR-556
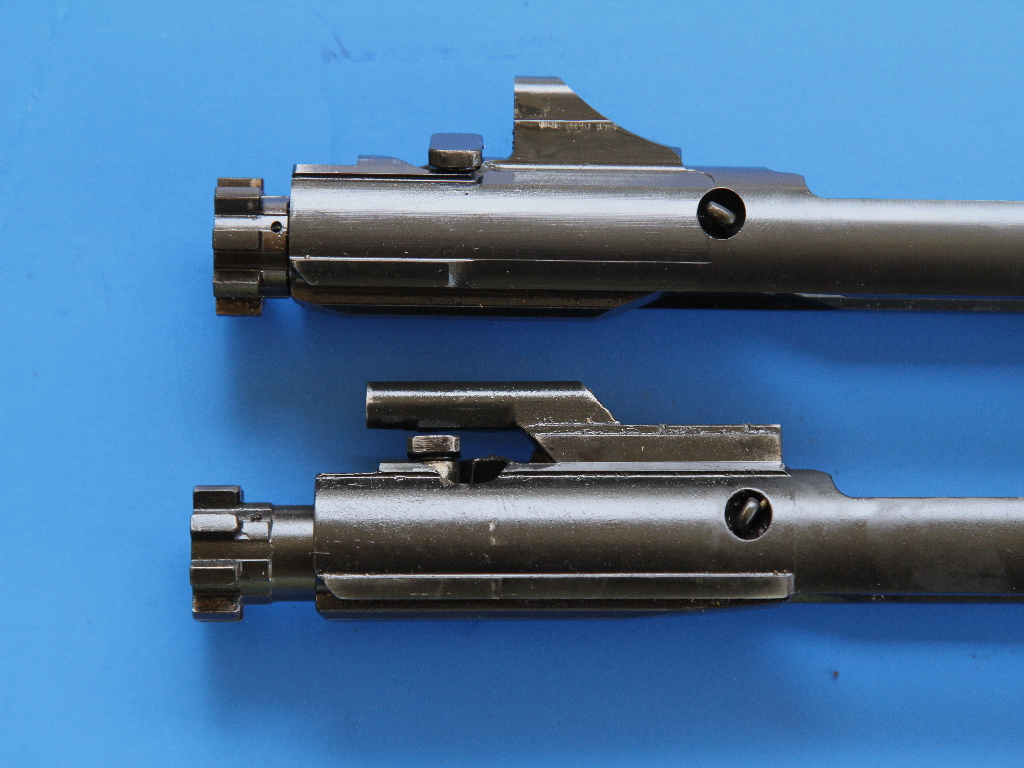
Confronto delle canne di un Ruger SR-556 e di un AR-15